# Itambacuri (ort)
Itambacuri är en ort i Brasilien.   Den ligger i kommunen Itambacuri och delstaten Minas Gerais, i den sydöstra delen av landet, 700 km öster om huvudstaden Brasília. Itambacuri ligger 349 meter över havet och antalet invånare är 14 652.
Terrängen runt Itambacuri är huvudsakligen kuperad, men österut är den platt. Itambacuri ligger nere i en dal. Det finns inga andra samhällen i närheten.
Omgivningarna runt Itambacuri är huvudsakligen savann. Runt Itambacuri är det ganska glesbefolkat, med 34 invånare per kvadratkilometer.